# Maison de garde de La Petite-Pierre
La maison de garde de La Petite-Pierre est un monument historique situé à La Petite-Pierre, dans le département français du Bas-Rhin.

## Localisation
Cette bâtisse est située au 24, rue Principale à La Petite-Pierre, à l'arrière de la mairie du village.

## Historique

### Construction et origines
La maison a été construite en 1534, à l’initiative du Comte palatin Louis V, à l’emplacement d’une ancienne tour de guet de l'époque romaine, ce qui lui aurait donné son nom de « Maison des Païens », largement employé aujourd'hui. Les traces des fondations romaines subsistent toujours dans la cave de l'actuelle maison.
Ce lieu aurait toujours eu une fonction d'observation, la bâtisse étant construite sur un promontoire rocheux dominant les forêts des Vosges du Nord. Ce lieu était aussi traversé par la route du sel au Moyen Âge, assurant la liaison entre les bourgs de plaine et d’Alsace bossue et qui empruntait le col de la Petite-Pierre.

### Inscription aux monuments historiques
L'édifice fait l'objet d'une inscription au titre des monuments historiques depuis 1934.

### Époque contemporaine
La maison des Païens a été la résidence estivale de Luc Hueber, peintre français et l'un des représentants du courant Réaliste alsacien des années 1920.
Elle est aujourd'hui le lieu d'accueil des collections De Laforêt de Christian et Dominique Débat, fabricants maroquiniers
français.

## Architecture
De style Renaissance, la maison des Païens tient autant de l'architecture civile que militaire. Son architecture est unique en Alsace.

## Environnement

### Jardin des Païens
L'arrière de la Mairie de La Petite-Pierre donne sur le "jardin des Païens", petit jardin en espaliers avec une vue panoramique de la forêt, en contrebas de la Maison.
L'Association des "Amis du Jardin" de La Petite-Pierre s'est constituée pour faire vivre le lieu et l'habiter durant la période estivale. Plusieurs artistes contemporains ont exposé dans ce cadre, dont Didier Guth, Jérémy Couvez ou encore Denis Lavoyer, artiste qui occupe le relais des Arts, ancien relais de Poste de La Petite-Pierre.
C'est aussi le lieu des scènes OFF du festival de Jazz de La Petite-Pierre, qui a vu le jour dès les années 2000.

### Galerie des Païens
La galerie des Païens, à l'arrière du bâtiment de la mairie, est un lieu d'exposition de créations d'ateliers de métiers d'art en céramique et verre.

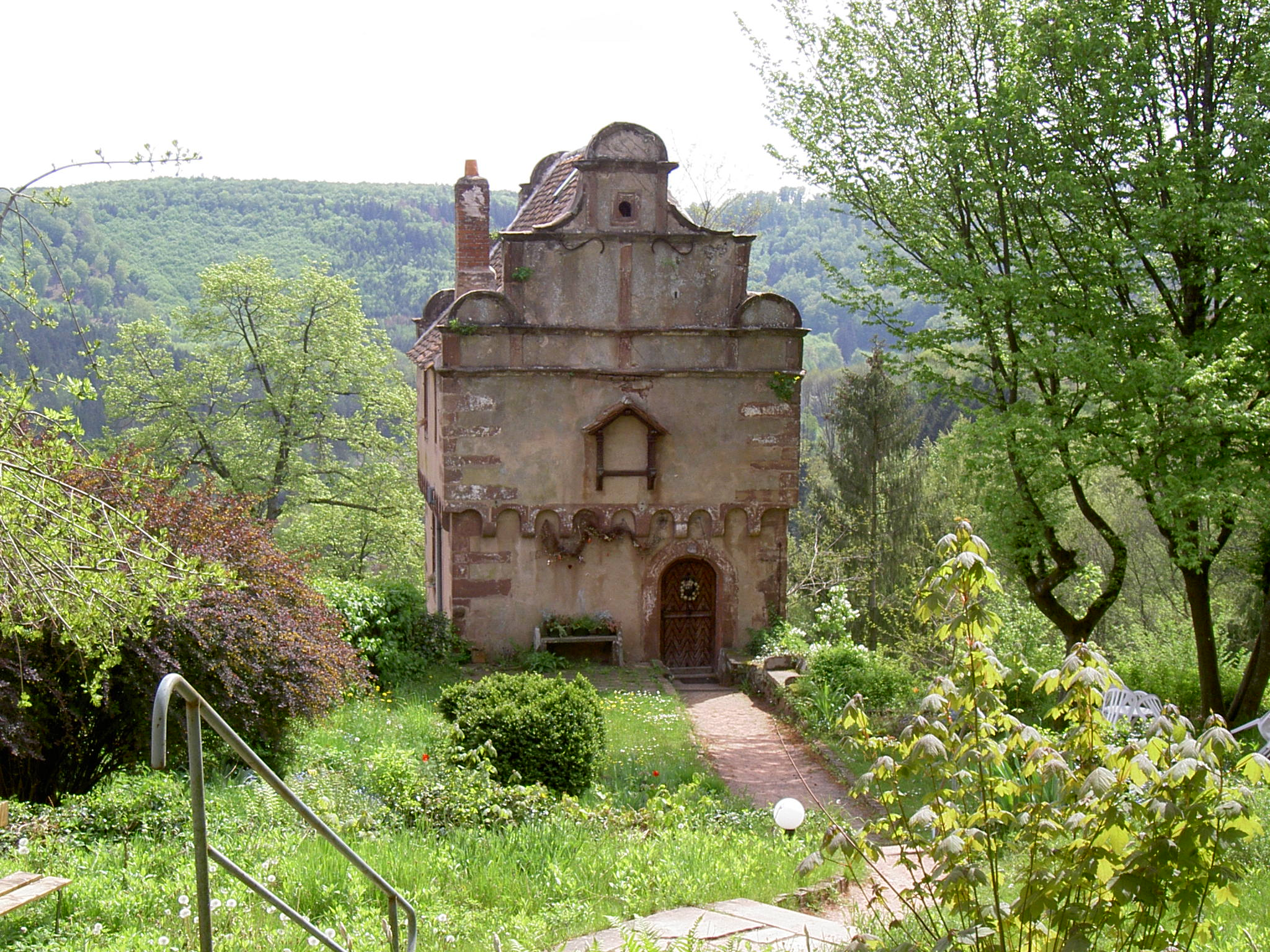
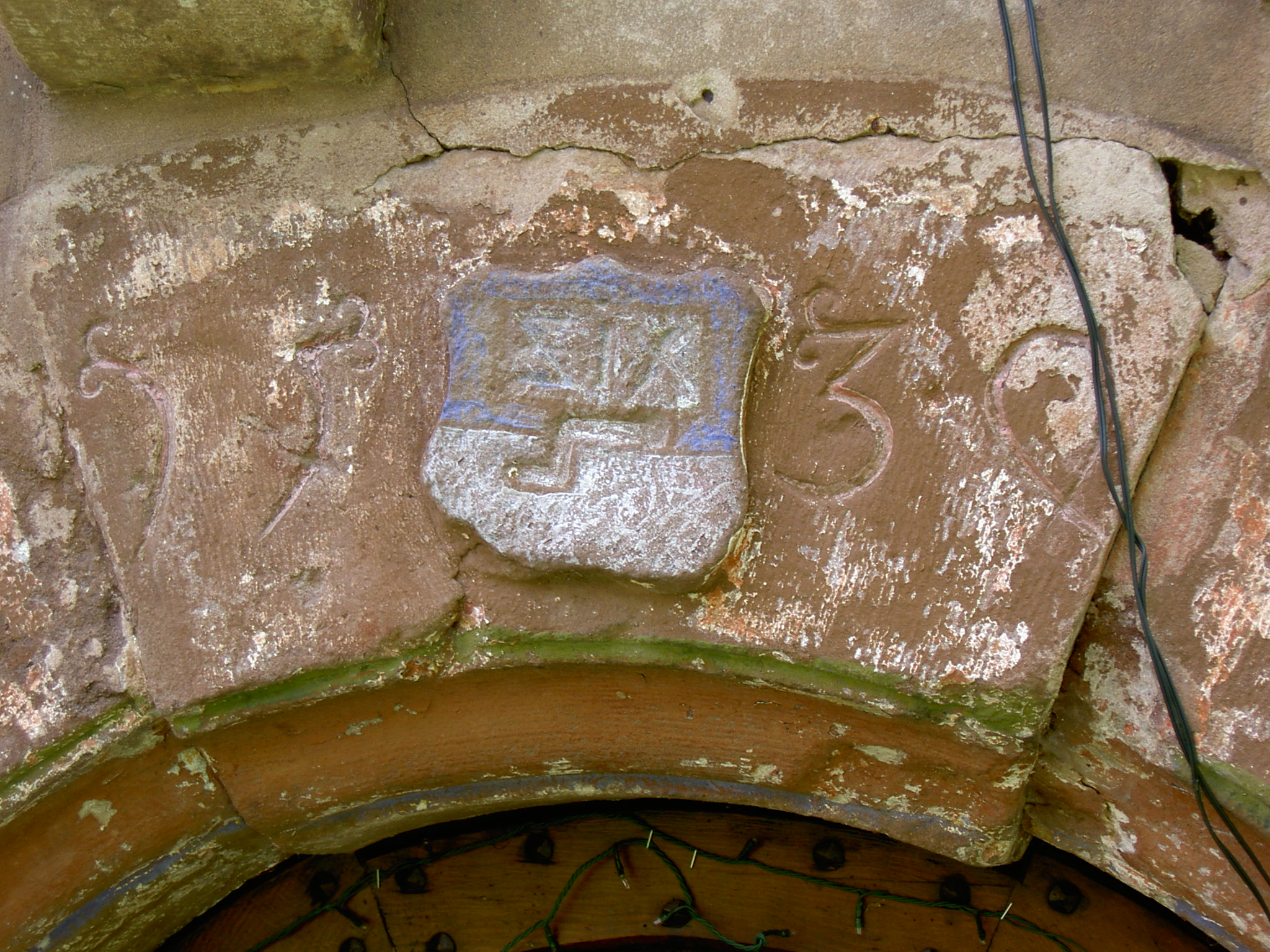